# Ганс фон Донат
Ганс Гуго Вільгельм Бернгард фон Донат (нім. Hans Hugo Wilhelm Bernhard von Donat; 6 липня 1891, Штутгарт — 11 червня 1992, Штутгарт) — німецький офіцер залізничних частин, генерал-лейтенант вермахту.

## Біографія
Син оберстлейтенанта Вюртемберзької армії Гуго фон Доната (1847–1927) і його дружини Марії, уродженої Брюкманн (1864–1958). 14 березня 1911 року вступив в 3-й залізничний полк. З 10 липня 1911 по 31 березня 1912 року навчався у військовому училищі в Потсдамі. З 1 жовтня 1912 року — офіцер-вербувальник свого полку. З 24 березня 1914 року — ад'ютант 1-го батальйону і полковий судовий офіцер. З 2 серпня 1914 року — ад'ютант штабного офіцера 3-го залізничного підрозділу особливого призначення. З 10 травня по 10 серпня 1916 року пройшов курс роботи в тропічному кліматі і був відряджений в Османську імперію. З 10 серпня 1916 року — командир моторизованої колони 5-ї залізничної будівельної роти. 1 квітня 1917 року призначений у виробничу адміністрацію польової залізниці в Османській імперії. З 8 липня 1917 року — ад'ютант штабного офіцера 25-го залізничного підрозділу особливого призначення в Османській імперії. 6 січня 1918 року призначений в штаб 2-го полкового командира залізничних частин у Великому Генштабі, де перебував до 21 лютого 1918 року. 27 лютого 1918 року призначений в 3-й залізничний полк. З 7 листопада 1918 року — командир 44-ї резервної залізничної будівельної роти.
18 грудня 1918 року призначений в 1-й запасний батальйон 1-го залізничного полку і, одночасно, в інспекцію залізничних частин. 27 лютого 1919 року переведений в 3-й залізничний полк зі збереженням посади в інспекції залізничних частин. З 10 березня 1919 року — командир загону при командувачі залізничними частинами головнокомандування сухопутних військ «Північ», використовувався як офіцер-вербувальник прикордонної охорони «Схід». З 10 квітня 1919 року — командир 2-го добровольчого залізничного будівельного відділу прикордонної охорони «Схід». 1 травня 1919 року переведений в 1-й залізничний полк і призначений командиром 3-ї залізничної будівельної роти. З 1 жовтня 1919 року — командир об'єднаної 1-ї залізничної будівельної роти. 29 листопада 1919 року переведений в 1-й інженерний батальйон, 13 вересня 1920 року — в штаб командира навчального полігону Клаусдорф-Шперемберг. З 1 квітня 1921 року — командир роти 2-го інженерного батальйону. З 16 травня 1925 року служив в штабі свого батальйону. З 1 жовтня 1925 року — інженерний офіцер при командному управлінні Піллау. 1 жовтня 1927 року призначений в транспортний відділ Імперського військового міністерства, з 1 лютого 1928 року — технічний референт відділу. З 1 квітня по 30 вересня 1933 року перебував у відпустці. 1 жовтня 1933 року призначений в 6-й інженерний батальйон. З 1 жовтня 1934 року — командир інженерного батальйону «Гольцмінден», з 15 жовтня 1935 року — 19-го інженерного батальйону, з 1 квітня 1936 року — інженерних частин 6-го військового округу.
З 10 листопада 1938 по 10 жовтня 1939 року — командир 68-го залізничного інженерного полку, одночасно до 31 липня 1939 року — комендант інженерного навчального полігону Регаген-Клаусдорф-Шперемберг, з 1 серпня 1939 року — вищий керівник залізничних інженерних частин групи армій «Південь», з 10 жовтня 1939 року — «B», з 1 листопада 1940 року — на окупованих західних територіях, з 10 травня 1941 року — групи армій «Північ». З 1 лютого 1942 року — уповноважений генерал начальника траспортного відділу східного відділення Імперського міністерства транспорту у Варшаві. З 20 липня 1942 року — командир залізничного інженерного училища Регагена і комендант інженерного навчального полігону Регаген-Клаусдорф-Шперемберг, одночасно з 1 квітня 1945 року — інспектор залізчничних інженерних частин при командувачі Резервною армією. 8 травня 1945 року взятий в полон американськими військами. 5 червня 1947 року звільнений.
Був активним членом ветеранських організацій. Похований в Штутгарті.

## Звання
- Фенріх (14 березня 1911)
- Лейтенант (22 травня 1912)
- Оберлейтенант (18 грудня 1915)
- Гауптман (1 січня 1922)
- Майор (1 жовтня 1932)
- Оберстлейтенант (1 червня 1935)
- Оберст (1 жовтня 1937)
- Генерал-майор (1 листопада 1941)
- Генерал-лейтенант (1 січня 1944)

## Нагороди
- Залізний хрест 2-го і 1-го класу
- Орден Фрідріха (Вюртемберг), лицарський хрест 2-го класу з мечами
- Галліполійська зірка (Османська імперія)
- Срібна медаль «Ліякат» з шаблями (Османська імперія)
- Ганзейський хрест (Гамбург)
- Хрест «За військові заслуги» (Австро-Угорщина) 3-го класу з військовою відзнакою
- Балтійський хрест
- Почесний хрест ветерана війни з мечами
- Медаль «За вислугу років у Вермахті» 4-го, 3-го, 2-го і 1-го класу (25 років)
- Пам'ятна військова медаль (Австрія) з мечами
- Пам'ятна військова медаль (Угорщина) з мечами
- Медаль за участь у Європейській війні (1915—1918) з мечами (Третє Болгарське царство)
- Застібка до Залізного хреста
  - 2-го класу (8 жовтня 1939)
  - 1-го класу (28 грудня 1940)
- Медаль «За Атлантичний вал» (20 квітня 1940)
- Медаль «За зимову кампанію на Сході 1941/42» (6 вересня 1942)
- Хрест Воєнних заслуг 2-го класу з мечами